# Премијер Мозамбика
Премијер Мозамбика (порт. Primeiro-ministro de Moçambique) председник је Владе Републике Мозамбик. По Уставу премијера државе бира председник. Функција Премијера Мозамбика уведена је 1974. године.

## Списак премијера Португалског Мозамбика (1974−1975)
| №  | Слика | Име                         | Почетак мандата     | Крај мандата  | Политичка партија |
| -- | ----- | --------------------------- | ------------------- | ------------- | ----------------- |
| 1. |       | Жоаким Чисано (1939—) порт. | 20. септембар 1974. | 25. јун 1975. | ФРЕЛИМО           |

## Списак премијера Мозамбика након 1975.
| №                                                  | Слика                      | Име (Године живота и смрти)              | Трајање мандата            | Трајање мандата            | Политичка партија          |
| Народна Република Мозамбик                         | Народна Република Мозамбик | Народна Република Мозамбик               | Народна Република Мозамбик | Народна Република Мозамбик | Народна Република Мозамбик |
| -------------------------------------------------- | -------------------------- | ---------------------------------------- | -------------------------- | -------------------------- | -------------------------- |
| Функција укинута од 25. јуна 1975 – 17. јула 1986) |                            |                                          |                            |                            |                            |
| 1.                                                 |                            | Маријо Машунго (1940–2020) порт.         | 17. јул 1986.              | 1. децембар 1990.          | ФРЕЛИМО                    |
| Република Мозамбик                                 |                            |                                          |                            |                            |                            |
| (1)                                                |                            | Маријо Машунго (1940–2020)               | 1. децембар 1990.          | 16. децембар 199.4         | ФРЕЛИМО                    |
| 2.                                                 |                            | Пасквал Мокумби (1941–2023) порт.        | 16. децембар 1994.         | 17. фебруар 2004.          | ФРЕЛИМО                    |
| 3.                                                 |                            | Лујза Диого (1958–) порт.                | 17. фебруар 2004.          | 16. јануар 2010.           | ФРЕЛИМО                    |
| 4.                                                 |                            | Ајрес Али (1955–) порт.                  | 16. јануар 2010.           | 8. октобар 2012.           | ФРЕЛИМО                    |
| 5.                                                 |                            | Алберто Вакина (1961–) порт.             | 8. октобар 2012.           | 17. јануар 2015.           | ФРЕЛИМО                    |
| 6.                                                 |                            | Карлос Агостињо до Росарио (1954–) порт. | 17. јануар 2015.           | на дужности                | ФРЕЛИМО                    |